# Lijst van rijksmonumenten in Otterlo
De plaats Otterlo telt 19 inschrijvingen in het rijksmonumentenregister.
| Object                    | Oorspronkelijke functie? | Bouwjaar | Architect | Locatie            | Coördinaten?                 | Nr.?  | Afbeelding        |
| ------------------------- | ------------------------ | -------- | --------- | ------------------ | ---------------------------- | ----- | ----------------- |
| Nederlands Hervormde kerk | Kerk en kerkonderdeel    | 14e eeuw |           | Kerklaan 8         | 52° 6' 3" NB, 5° 46' 25" OL  | 14486 | Meer afbeeldingen |
| Schaapskooi               | Boerderij                | ca. 1850 |           | Westenengerdijk 55 | 52° 6' 28" NB, 5° 45' 24" OL | 14488 | Schaapskooi       |

## Nationaal Park De Hoge Veluwe
Het Nationaal Park De Hoge Veluwe kent 17 rijksmonumenten die vallen onder de plaats Otterlo. Zie Lijst van rijksmonumenten op De Hoge Veluwe